# Добсон, Джон
Джон Добсон (англ. John Dobson; 14 сентября 1915 — 15 января 2014) — известный американский астроном-любитель. Изобретатель названной в его честь монтировки для телескопа — монтировки Добсона, пользующейся большим спросом у астрономов-любителей. Также знаменит своими усилиями по популяризации астрономии путём так называемой «тротуарной астрономии».

## Биография
Родился в Пекине. Его мать была музыкантом, отец — преподавателем зоологии в университете. В 1927 году семья переехала в Сан-Франциско, Калифорния.
В школьном возрасте был атеистом. Со временем он заинтересовался тем, как устроена вселенная. В 1940 году он попробовал вступить в монастырь, но его туда не приняли — он должен был сначала окончить учёбу. После окончания степени по химии в Калифорнийском университете он-таки присоединился к монастырю в 1944 году.
Во время пребывания Добсона в монастыре его интерес к астрономии перерос в увлечение телескопостроением. При помощи телескопа он хотел лучше понять устройство мира. На этой почве у него развилось общение с людьми за стенами монастыря, что не приветствовалось монастырскими властями.
В 1967 году покинул монастырь и в 1968 году стал сооснователем Организации тротуарных астрономов Сан-Франциско, чьей целью было популяризовать астрономию. Примерно в это же время стала широко известна его простая монтировка для телескопа, получившая название монтировка Добсона. Проводил большую часть года, разъезжая по всему миру с лекциями о телескопостроении, тротуарной астрономии и о своих нетрадиционных космологических взглядах.

## Монтировка Добсона
Добсон сконструировал очень простую, дешёвую и удобную альт-азимутальную монтировку для больших и малых Ньютоновских телескопов. Ньютоновский телескоп на такой монтировке в народе называют телескопом Добсона. Типичный его представитель — большой, транспортабельный, недорогой и простой в производстве телескоп на альт-азимутальной монтировке.
Модель названа в его честь, так как он был первым человеком, который смастерил такую простую, дешёвую и удобную монтировку. Сам автор неохотно принимает эту честь. Благодаря своей простоте и удобной конструкции монтировка стала чрезвычайно популярной в наши дни, особенно для больших любительских телескопов.

## Тротуарная астрономия
Был одним из астрономов, выносивших свой телескоп на городские улицы и приглашавших прохожих посмотреть в него. В 1968 году он со своими двумя учениками основал ассоциацию тротуарных астрономов (Sidewalk Astronomers), отделения которой разбросаны теперь по всему миру, включая Россию (Иркутск, Красноярск, Омск, Томск, Москва) и Украину (Харьков). Основными целями ассоциации и по сей день являются: 1) дать людям шанс своими глазами увидеть небесные объекты в телескоп и 2) объяснить им увиденное.

## Критика модели Большого Взрыва
Был известен своей критикой модели Большого Взрыва. Он жалуется, что люди часто принимают её за нечто само собой разумеющееся, и предлагает каждому самостоятельно оценить модель. Он больше заинтересован в том, чтобы люди научились критически мыслить, нежели в самих спорах о том, какая модель правильней. Он также предлагает свою собственную космологическую теорию — модель повторного использования (recycling model), также известную как теорию стационарной Вселенной, но её критикуют за ненаучность.